# Eike Immel
Eike Immel, född den 27 november 1960 i Stadtallendorf, Västtyskland, är en tidigare tysk fotbollsspelare (målvakt). 
Som spelare för Västtysklands landslag var han med om att bli europamästare vid EM 1980, samt silvermedaljör vid både VM 1982 och VM 1986. På klubbnivå spelade han för Borussia Dortmund, VfB Stuttgart och engelska Manchester City. Med Stuttgart blev han 1992 tysk mästare.